# Сокольский, Геннадий Михайлович
Генна́дий Миха́йлович Соко́льский (1 декабря 1937, Москва — 27 декабря 2014, там же) — советский и российский режиссёр-мультипликатор, художник-мультипликатор, художник-постановщик, иллюстратор, сценарист.

## Биография
Родился 1 декабря 1937 года в Москве. С 1959 года по 1961 год учился на курсах мультипликаторов при киностудии «Союзмультфильм». После окончания курсов был принят в штат студии и на протяжении нескольких лет считался одним из лучших художников-мультипликаторов киностудии «Союзмультфильм». Начал работу на «Союзмультфильме» в съемочной группе «Истории одного преступления».
С 1969 года начинал работать самостоятельно как режиссёр. Дебютировал в первом, легендарном выпуске альманаха «Весёлая карусель», под художественным руководством Романа Качанова. В этом альманахе Геннадий Сокольский снял сюжет «Ну, погоди!», в котором впервые появились образы Волка и Зайца. Впоследствии разработкой сюжетных коллизий, происходящих между этими персонажами, долгое время успешно занимался режиссёр Вячеслав Котёночкин.
Переключившись на режиссуру, Сокольский осуществил постановку ряда мультипликационных лент, ставших яркими представителями мультипликационной индустрии СССР. Как режиссёр осуществил постановку полнометражной трилогии, советско-японского фильма (сорежиссёр К. Ёсида) «Приключения пингвинёнка Лоло», имевшего широкий мировой прокат.
К середине 1990-х годов постепенно отошёл от мультипликации, занявшись книжной графикой.
Скончался 27 декабря 2014 года в Москве, на 78-м году жизни в результате продолжительной болезни. Прах захоронен в колумбарии на Донском кладбище.

## Фильмография
- 1962 — История одного преступления (мультипликатор)
- 1962 — Сказка про чужие краски (мультипликатор)
- 1962 — Только не сейчас (мультипликатор)
- 1963 — Мистер Твистер (мультипликатор)
- 1963 — Светлячок № 3 (мультипликатор)
- 1963 — Как котёнку построили дом (мультипликатор)
- 1964 — Можно и нельзя (мультипликатор)
- 1964 — На краю тайны (мультипликатор)
- 1964 — Топтыжка (мультипликатор)
- 1965 — Пастушка и трубочист (мультипликатор)
- 1966 — Букет (мультипликатор)
- 1966 — Жил-был Козявин (мультипликатор)
- 1967 — Будильник (мультипликатор)
- 1967 — Межа (мультипликатор)
- 1967 — Могло случиться (мультипликатор)
- 1967 — Песенка мышонка (мультипликатор)
- 1967 — Четверо с одного двора (мультипликатор)
- 1968 — Фильм, фильм, фильм (мультипликатор)
- 1969 — Весёлая карусель № 1. «Ну, погоди!» (режиссёр, художник-постановщик, мультипликатор)
- 1969 — Винни-Пух (мультипликатор)
- 1969 — Дед Мороз и лето (мультипликатор)
- 1969 — Крылья дядюшки Марабу (мультипликатор)
- 1970 — Весёлая карусель № 2. «Самый первый» (мультипликатор)
- 1970 — Внимание! Волки! (мультипликатор)
- 1970 — Синяя птица (мультипликатор)
- 1970 — Умка ищет друга (художник)
- 1970 — Быль-небылица (мультипликатор)[источник не указан 731 день]
- 1971 — Болтун-активист (сюжет в киножурнале «Фитиль» № 112, режиссёр)
- 1971 — Винни-Пух идёт в гости (мультипликатор)
- 1971 — Старая игрушка (мультипликатор)
- 1972 — В тридесятом веке (мультипликатор)
- 1972 — Винни-Пух и день забот (режиссёр, мультипликатор)
- 1972 — Любить человека (режиссёр анимационных фрагментов)[8]
- 1973 — Мы с Джеком (мультипликатор)
- 1973 — Сокровища затонувших кораблей (мультипликатор)
- 1973 — Весёлая карусель № 5. «Небылицы в лицах» (режиссёр, художник-постановщик)
- 1974 — Проделкин в школе (режиссёр, мультипликатор)
- 1975 — Комаров (мультипликатор)
- 1975 — Фантик. Первобытная сказка (мультипликатор)
- 1976 — Птичка Тари (режиссёр)
- 1977 — Серебряное копытце (режиссёр)
- 1978 — Мышонок Пик (режиссёр, сценарист)
- 1979 — Недодел и передел (режиссёр, сценарист)
- 1980 — Советские мультфильмы (по заказу Совэкспортфильма) (режиссёр, художник-постановщик)[9]
- 1981 — Ивашка из Дворца пионеров (режиссёр, сценарист)
- 1982 — Робинзон и самолёт (режиссёр)
- 1983 — Замок лгунов (режиссёр, сценарист)
- 1983 — До лампочки (сюжет в киножурнале «Фитиль» № 249, режиссёр)[10]
- 1984 — Охотник до сказок (режиссёр)
- 1986 — Приключения пингвинёнка Лоло (Фильм 1) (режиссёр)
- 1987 — Приключения пингвинёнка Лоло (Фильм 2) (режиссёр)
- 1987 — Приключения пингвинёнка Лоло (Фильм 3) (режиссёр)
- 1988 — Лев и 9 гиен (мультипликатор)
- 1989 — Счастливый старт 1 (мультипликатор)
- 1989 — Счастливый старт 2 (мультипликатор)
- 1989 — Счастливый старт 3 (мультипликатор)
- 1990 — Счастливый старт 4 (мультипликатор)
- 1991 — Маленькая колдунья (режиссёр, мультипликатор)
- 1993 — Обезьянки, вперёд! (мультипликатор)
- 1993 — Весёлая карусель № 25. «Гололедица» (мультипликатор)
- 1993 — Весёлая карусель № 26. «Поливальная машина» (мультипликатор)
- 1993 — Весёлая карусель № 26. «Да здравствует Персей!» (мультипликатор)
- 1993 — Шут Балакирев (мультипликатор)
- 1993 — Ну, погоди! (выпуск 17) (мультипликатор)
- 1994 — Жили-были (мультипликатор)
- 1994 — Новые русские (мультипликатор)[10]
- 1995 — Весёлая карусель № 27. «Охота на динозаврика» (мультипликатор)
- 1995 — Весёлая карусель № 28. «Девица Бигелоу, или жевательная история» (мультипликатор)
- 1995 — Весёлая карусель № 28. «Так не бывает» (мультипликатор)

## Награды
- Почётная грамота Министерства культуры Российской Федерации (2 декабря 2011 года) — за большой вклад в российскую анимацию, многолетнюю плодотворную работу и в связи со 100-летием мультипликационного кино[11]

## Выставки
- Выставка «Незабытый кинематограф. Весёлая карусель» проходит в галерее «Нагорная». Основателями «Весёлой карусели» стали мультипликаторы Анатолий Петров, Геннадий Сокольский, Леонид Носырев, Галина Баринова и Валерий Угаров. На выставке представлены эскизы и рабочие материалы к сюжетам «Весёлой карусели» из фондов Государственного центрального музея кино и некоторых частных коллекций. Также идёт непрерывный показ мультфильмов и документального фильма о создателях «Весёлой карусели».[12]